# Famille Vidor
 (septembre 2020).
La maison Vidor, fondée en 1821 à Boulogne-sur-Mer est la première maison de pêche française qui subsista jusqu'en 1961,. Elle fut fondée par la famille Vidor qui a donné une dynastie d'armateurs du Boulonnais,,.

## La maison de pêche Vidor (1821-1961)

### Les débuts (1821-1840)
En 1821, Jean Louis Philippe Vidor, fonde, avec Lebeau, la première maison de pêche française à Boulogne sur Mer. Il s'agit à l'origine d'une maison de salaison et d'armement de voiliers de pêche. Son alliance avec Marie Françoise Augustine Boutillier issue d'une vieille famille boulonnaise, conforte la position sociale de la famille dans le contexte d'industrialisation de l'époque. En 1840, la maison Vidor rachète les parts de Lebeau. Au début du XIXe la famille Vidor fait partie des familles qui contribuèrent par leur générosité à ouvrir un pensionnat à Dohem.

### Des pionniers de l'industrie de la pêche (1840-1894)
Jean Louis Philippe Vidor devient membre de la chambre de commerce de Boulogne en 1843 et le restera jusqu'en 1846. En 1854, Jean Louis Philippe Vidor est conseiller municipal de Boulogne-sur-Mer. Le comité des armateurs et patrons de pêche sera créé en 1856 et Jean Louis Philippe Vidor en sera le vice-président.
Son fils, Auguste I Vidor, président du syndicat des armateurs, devient membre de la chambre de commerce en 1867, puis de 1873 à 1893, année de sa mort, en est secrétaire général. Dès 1868, l'armement Vidor possède, avec 3 autres armateurs de la place, 51 % des harenguiers envoyés en Écosse,. Il devient en 1873 le deuxième plus gros armement de Boulogne-sur-Mer et en 1875, il possède 31 bateaux dont 13 de grande taille. En 1880, il est président du syndicat des marcheurs saleurs de Boulogne-sur-Mer. La crise des années 1880 accéléra le passage au stade capitaliste de la pêche au hareng. En 1884, A. Vidor Fils est la plus grosse entreprise de salaison de Boulogne-sur-Mer. Auguste I Vidor présentera un projet de création d'un nouveau port en eaux profondes à la chambre de commerce de Boulogne-sur-Mer en 1873 anticipant l'expansion de l'industrie de la pêche. Il est considéré comme « l'un des plus grands et des plus estimés » armateurs de la place et « l'un des meilleurs défenseurs » de la pêche aux progrès de laquelle il contribuera beaucoup. Il a aussi été proche des milieux conservateurs et royalistes, en témoignent ses rapports fréquents avec le ministre royaliste Auguste Paris.
En 1890, l'armement Vidor est l'un des premiers à pratiquer la « salaison à l'américaine ». En 1892, quelques mois avant le décès d'Auguste I Vidor, est formée pour 20 ans la société en nom collectif A. et G. Vidor Fils, au 54 rue d'Orléans à Boulogne avec un capital de 450 000 Francs.

### L'apogée (1894-1914)
En 1894, Louis Bouclet puis les frères Auguste II et Georges Vidor, deux des plus importants armateurs de la place, firent l’acquisition, en Angleterre, des deux premiers chalutiers à vapeur : la « Ville de Boulogne » (196 tonneaux et 390 CV) pour le premier et la « Liane » (136 tonneaux et 248 CV) pour les frères Vidor. C'est principalement la « Liane » qui va convaincre les armateurs boulonnais de passer aux chalutiers à vapeur. La presse locale vantera les mérites de la « Liane », de son patron M. Georges Lermet et de l'armement Vidor. Louis Bouclet déclarera que Vidor tirait les enseignements du succès des petits vapeurs de M. Gournay-Hédouin. La « Liane » péchait exclusivement au chalut. En juin 1895, on lit dans la presse que le « bateau de fer de M. Vidor a rapporté 2 300 f de sa pêche contre 500 f prévu ». Et en 1896, la Revue Maritime et coloniale publie « de superbes bénéfices pour la « Liane »  ».
En 1898, les Vidor feront construire la « Canche» en Angleterre sur le chantier de Berveley puis l' « Authie ». En 1900, l'armement A. et G. Vidor Fils remporte la médaille d'or de l'exposition universelle de Paris. En 1901, l'armement est membre du jury à l'exposition d'Ostende. En 1901, Auguste II Vidor, fils aîné de Auguste I Vidor, devient membre de la chambre de commerce de Boulogne. En 1902, l'excellente pêche de l'armement Vidor lui permet de toucher la prime du maquereau et en 1903 il gagne la prime attribuée au premier retour avec l' « Emma », dirigé par M. Malfoy.En 1912, les frères Vidor sont à la tête d'un des plus grands comptoirs de Boulogne : ils dirigent l'exploitation de 2 voiliers et de 10 vapeurs. En septembre 1912, soit presque un an avant le décès d'Auguste II Vidor, la société est reformée pour 20 ans avec un capital porté à 850 000 Francs. En 1914, l'armement G. Vidor Fils possède 9 chalutiers à vapeur.

### L'entre deux-guerres (1918-1939)
En 1924, Georges Vidor, sur les conseils de son gendre Jules Aubrun, s'associe avec le polytechnicien Ferdinand Sarraz-Bournet, pour l'aider après la mort de son frère ainé, Auguste II Vidor, en 1913. La maison G. Vidor Fils change une dernière fois de dénomination et sera désormais connue sous le nom de Vidor, Sarraz & Cie. En 1928, Georges Vidor meurt et c'est son unique fils, Auguste III Vidor qui devient gérant de la Maison Vidor à 29 ans.

### La seconde guerre mondiale (1939-1945)
En 1941, l'armement Vidor, Sarraz & Cie dispose de 5 harenguiers.

### L'après-guerre (1945-1961)
En 1948, est lancé le premier et le seul chalutier a moteur (diesel) de l'armement Vidor, Sarraz & Cie : le « Notre-Dame des Anges ». Construit à Sorel au Canada, il restera armé jusqu'en 1955. En 1950, l'armement Vidor, Sarraz et Cie fournira des « bons pour colis de poissons » comme prix pour la tombola du bal de l'X. Dans les années 1960, les Pêcheries Delpierre absorbent la société Vidor, Sarraz & Cie qui était alors la plus ancienne compagnie de pêche française et aussi une des plus importantes entreprises de transformation de poisson. La société continue alors d'exister sous le nom Pêche et Froid avec la marque KIP puis avec la marque Pompon Rouge.
« Les marques de marine des chalutiers constituaient un équivalent d'armorial de la marine boulonnaise ». À l'origine sous forme de pavillon, ces marques de marine  furent peintes sur les cheminées des chalutiers à vapeur à partir de 1894. Le pavillon de la maison Vidor était d'azur à la croix d'argent,.

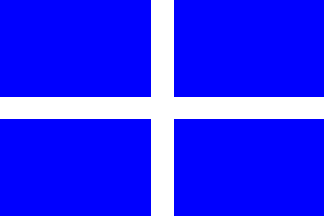
Pavillon de la maison de pêche Vidor
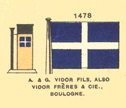
Pavillon de la maison de pêche Vidor

Chalutiers à vapeur de l'armement Vidor
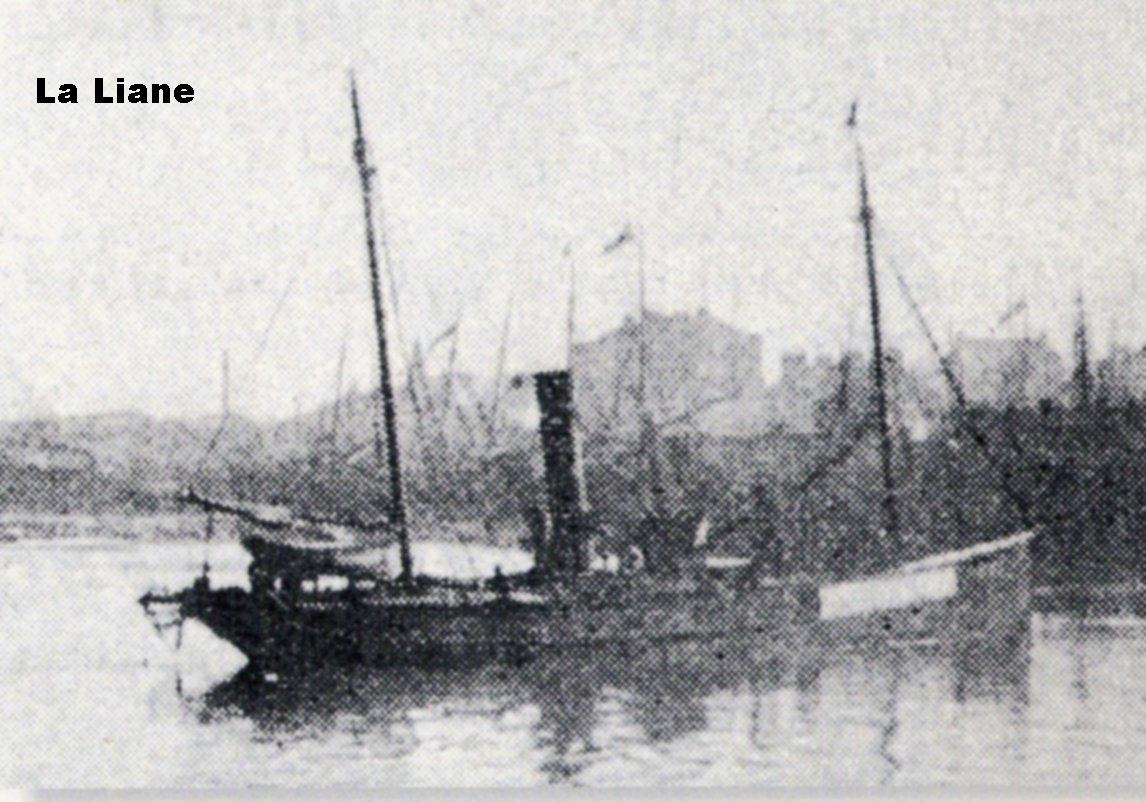
La Liane (1894-1903)
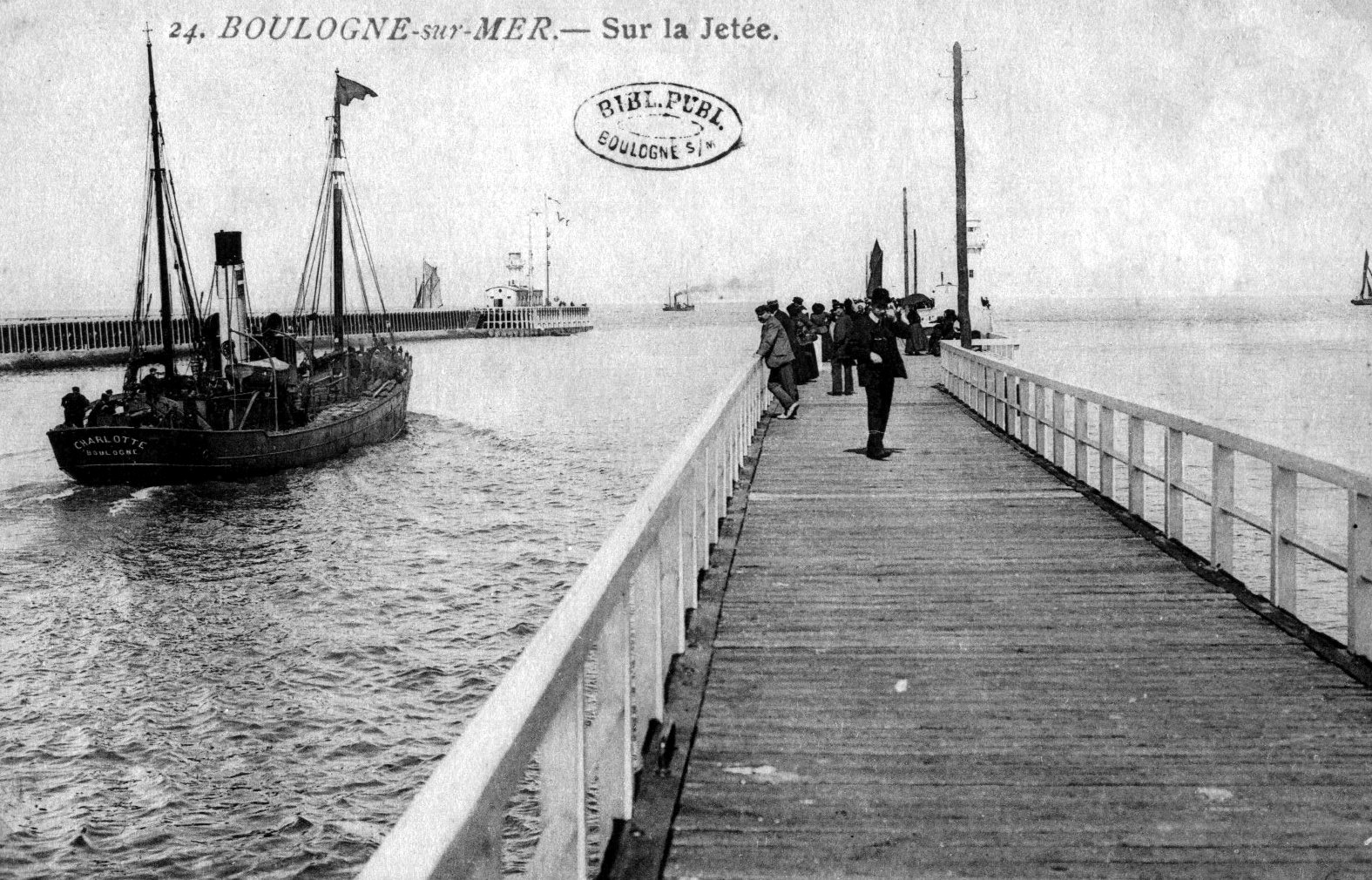
La Charlotte (1900-1926)
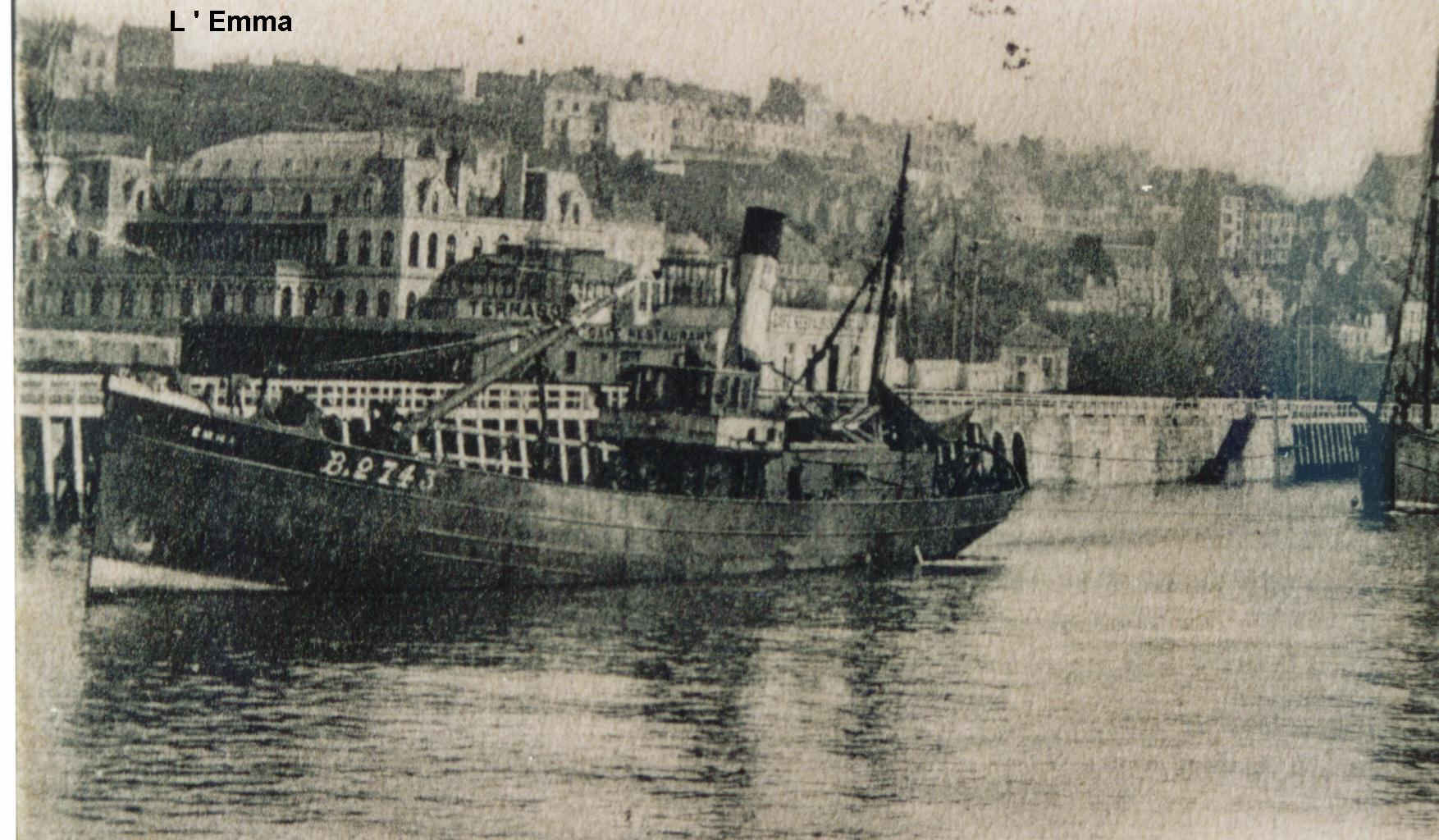
L'Emma (1902-1936)
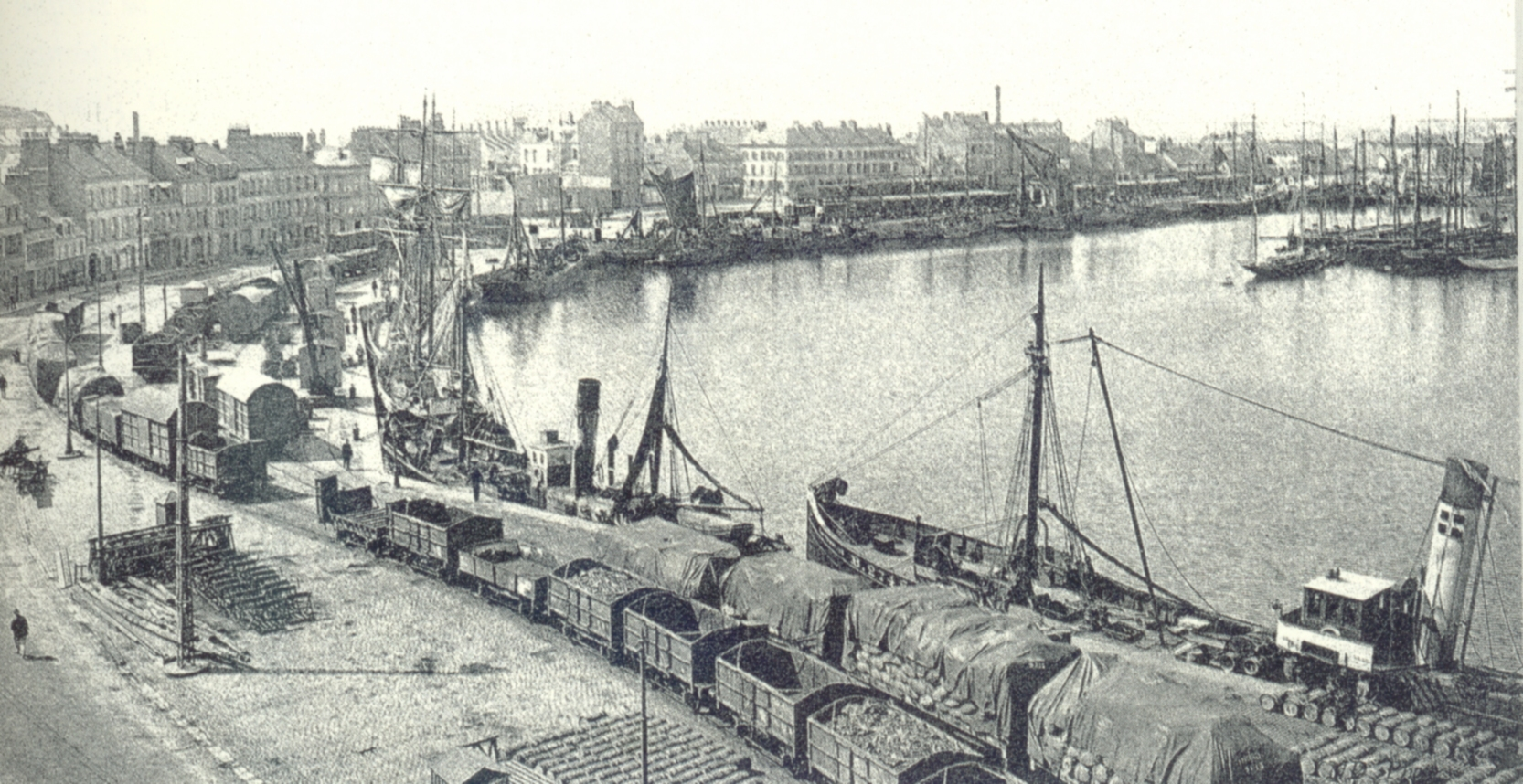
La Ternoise (1902-1918)
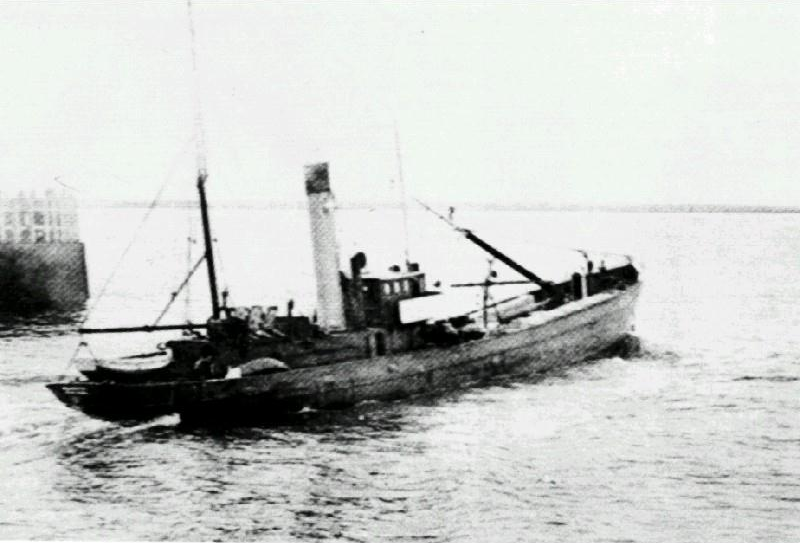
L'Henriette (1906-1941)

## La famille Vidor

### Alliances
Baillard (1784), Boutillier (1822), Hamerel (1856), Bellet (1880), Thélu (1892), Aubrun (1900), Delmotte (1906), Mabille de Poncheville (1918), Fievet, Libermann (1919), Hamoir (1920), de Selle de La Castille (1925), Bigot de La Touanne, de Cugnac, Marie de L'Isle, Turquet de Beauregard, Gillet de Chalonge, Bardoul.

### Porteurs du nom Vidor non reliés
En 1684, Pierre Vidor, marchand, demeurant à Coulomby achète un fief dénommé le fief de Coulomby, situé au territoire de Saint-Omer-Capelle,.
En 1699 a lieu le remplacement de l'office de notaire royal en la chaussée du Boulonnais en résidence au bourg de Hucqueliers précédemment occupé par maitre Nicolas Vidor, décédé.
On trouve des Vidor, bourgeois de Saint-Omer de 1709 à 1734 et Jacques Vidor, bourgeois de Paris avant 1790.
On trouve des Vidor à Thiembronne.
En 1790, François Vidor est cultivateur et Jean-Louis Vidor est aubergiste.
En 1789, Pierre Vidor fait partie des habitants de Selles-en-Boulonnois qui rédigent et signent le cahier des doléances de la communauté de Selle.
En 1795, Macau Vidor est maire de la commune de Thiembronne.